# Chalcis vera
Chalcis vera är en stekelart som beskrevs av Boucek 1974. Chalcis vera ingår i släktet Chalcis och familjen bredlårsteklar.
Artens utbredningsområde är Namibia. Inga underarter finns listade i Catalogue of Life.